# Spilosoma simpicior
Spilosoma simpicior là một loài bướm đêm thuộc phân họ Arctiinae, họ Erebidae.